# Antef VII
Antef VII fou rei de la dinastia XVII de l'Antic Egipte. El seu nom de regne fou Nebkhepere (Les manifestacions de Ra són daurades), el nom d'Horus fou Kheperkhepere o Neferkhepere; el seu nebti fou Horhornesetef; l'Horus d'or no es pot llegir (acaba en ..neteru).
La seva piràmide està a la riba oest del Nil, prop del temple de Karnak a Dra Abu al-Naga. Es conserva la pedra de coronació. La tomba fou excavada a la roca i les piràmides no tenen subestructures, i la resta de la família reial té les seves pròpies tombes de mesura similar a les del faraó. El seu taüt es troba al Museu Britànic.
Va regnar uns 5 anys del 1570 al 1565 aC. El seu nom s'ha trobat diverses vegades a Abidos el que indicaria que aquest rei ja dominava a la ciutat. Dos obelisc de la seva piràmide es van perdre al Nil mentre eren transportats però el sarcòfag es va salvar i va poder arribar a Anglaterra. La seva tomba ja era esmentada a un papir descobert el 1860 per A. Mariette a Tebes a la necròpoli de Dra Abu al-Naga.
Fou probablement fill d'Antef VI si bé alguns pensen que podia ser el seu germà.
La seva dona era la reina Sebekemsaf, filla del príncep d'Edfú. S'han trobat rastres de la seva activitat a Coptos, Abidos i Karnak. El decret de Coptos fou promulgat pel faraó l'any 3 de regnat per destituir a Teti, que afavoria a "l'enemic".